# Vladimir Gelfand
Vladimir Natanovici Gelfand (în rusă Влади́мир Ната́нович Ге́льфанд, în idiș ולדימיר גלפנד; n. 1 martie 1923, Novoarhanhelsk, RSS Ucraineană, URSS – d. 25 noiembrie 1983, Dnipropetrovsk, RSS Ucraineană, URSS), a fost un scriitor-memorii, participant la Marele război pentru apărarea patriei. Cunoscut ca auto-publicist al memoriilor despre anii de servicii în Armata Roșie (1941-1946). A fost publicat în limba rusă, de asemenea tradus în limba germană și limba suedeză.

## Biografie
Începînd din mai al anului 1942 pînă în noiembrie 1946, a fost soldat în Armata Roșie. El fusese membru al Partidul Comunist al Uniunii Sovietice din anul 1943. În 1952 el termină studiile la Universitatea Gorky, Orașul Molotov). Din 1952 pînă în 1983 el lucrează ca profesor de istorie la colegiu. Al Doilea Război Mondial schimbă rapid direcția vieții lui. El văzuse o mulțime de cadavre pe cîmp în timpul războiului. După serviciul pe front, Gelfand, un tânăr ucrainean de origine evreiască, fiind martor al impactului distructiv al morții ce avuse loc, având o vagă gamă de experiență trecut prind trădări și descoperind diferite spații în Germania asaltată. În blogul său care se datează din 1941 pînă în 1946, Gelfand dezvăluiește, în scrierile sale, despre neîncetata companie a armatei. Astfel fiind abordate operațiunile aeriene, politica și ocupația în stagnare. face cumpărături la piața neagră din Germania, vizitează cafenele din apropiere, învață arta pozelor foto etc. El este o fire sensibilă cu un bun spirit de observație, nu dorea să se răzbune, sau să jefuiască... Blogul domnului Gelfand este o bună cronică în scris ai anilor devreme a ocupației sovietice a Germaniei. 

## Publicații
- 2002 — Editura bbb battert Baden-Baden, Germania, Tagebuch 1941—1946 (ISBN 3-87989-360-8)
- 2005 — Editura Aufbau Berlin, Germania, Deutschland Tagebuch 1945—1946 (ISBN 3-351-02596-3)
- 2006 — Editura Ersatz Stockholm, Suedia, Tysk dagbok 1945—46 (ISBN 91-88858-21-9)
- 2008 — Editura Aufbau-Taschenbuch-Verlag Berlin, Germania, Deutschland Tagebuch 1945—1946 (ISBN 3-7466-8155-3)
- 2012 — Editura Ersatz-E-book Stockholm, Suedia, Tysk dagbok 1945—46 (ISBN 9789186437831)
- 2015 — Editura РОССПЭН Moscova, Rusia (ISBN 978-5-8243-1983-5); Editura Книжники (ISBN 978-5-9953-0395-4) Владимир Гельфанд. Дневник 1941—1946
- 2016 — Editura РОССПЭН Moscova, Rusia (ISBN 978-5-8243-2023-7); Editura Книжники (ISBN 978-5-9953-0437-1) Владимир Гельфанд. Дневник 1941—1946

## Link-uri
- Vladimir Gelfand *
- Literatură militară [miLitera] *
- RTR Cultura «Emisiunea "Formatul Larg" cu Irina Lesova», «Dicționarul Ruso-German pentru soldați» *
- Das Erste, Reportajul Cultural, «Amintirile incredibile al locotenentului Uniunii Sovietice despre ocupația Germaniei» *
- Ecoul Moscovei «Prețul Cîștigului. Blogul militar al locotenentului Vladimir Gelfand». *
- Ecoul Moscovei «Prețul Cîștigului. Amintirile militare ale lui Gelfand». *
- Știrile BBC Violarea Berlinului: necunoscuta istorie a războiului * *

1. ↑  Czech National Authority Database, accesat în 1 martie 2022